# Betton-Bettonet
Pour les articles homonymes, voir Betton (homonymie).
Ne pas confondre avec Betton, commune d'Ille-et-Vilaine
Betton-Bettonet est une commune française située dans le département de la Savoie, en région Auvergne-Rhône-Alpes.

## Géographie

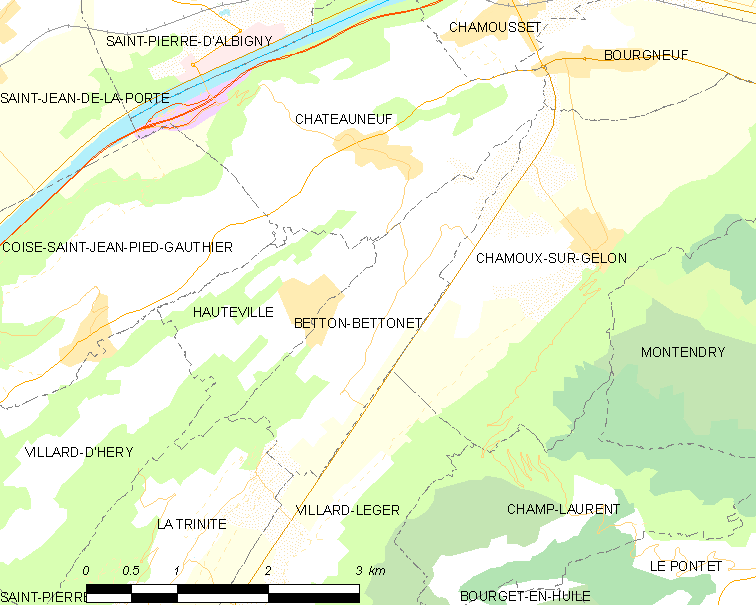
Betton-Bettonet et les communes voisines.

Betton-Bettonet est situé près de Chamoux-sur-Gelon, à l'extrémité nord-est du Montraillant, qui sépare le val Gelon de la combe de Savoie. La commune est limitrophe de celles d'Hauteville (Savoie), Villard-Léger, Chateauneuf, La Trinité et Bourgneuf (Savoie).
Le territoire de la commune s'étend sur le versant Sud-Est du Montraillant.
La commune fait partie de la communauté de communes Cœur de Savoie, et se trouve à proximité du parc naturel régional du massif des Bauges.
Les principaux cours d'eau traversant la commune sont les ruisseaux (dits les nants) du Bouchet (le Nant), de Chantemerle et le Petit Gelon (Canal des Moulins).

### Climat
Pour des articles plus généraux, voir Climat d'Auvergne-Rhône-Alpes et Climat de la Savoie.
En 2010, le climat de la commune est de type climat des marges montargnardes, selon une étude du Centre national de la recherche scientifique s'appuyant sur une série de données couvrant la période 1971-2000. En 2020, Météo-France publie une typologie des climats de la France métropolitaine dans laquelle la commune est exposée à un climat de montagne ou de marges de montagne et est dans la région climatique Alpes du nord, caractérisée par une pluviométrie annuelle de 1 200 à 1 500 mm, irrégulièrement répartie en été.
Pour la période 1971-2000, la température annuelle moyenne est de 11,3 °C, avec une amplitude thermique annuelle de 18,8 °C. Le cumul annuel moyen de précipitations est de 1 364 mm, avec 9,9 jours de précipitations en janvier et 8,5 jours en juillet. Pour la période 1991-2020, la température moyenne annuelle observée sur la station météorologique de Météo-France la plus proche, « Saint-Pierre de Soucy », sur la commune de Saint-Pierre-de-Soucy à 7 km à vol d'oiseau, est de 11,5 °C et le cumul annuel moyen de précipitations est de 1 122,4 mm,. Pour l'avenir, les paramètres climatiques de la commune estimés pour 2050 selon différents scénarios d'émission de gaz à effet de serre sont consultables sur un site dédié publié par Météo-France en novembre 2022.

## Urbanisme

### Typologie
Au 1er janvier 2024, Betton-Bettonet est catégorisée commune rurale à habitat dispersé, selon la nouvelle grille communale de densité à sept niveaux définie par l'Insee en 2022.
Elle est située hors unité urbaine. Par ailleurs la commune fait partie de l'aire d'attraction de Chambéry, dont elle est une commune de la couronne,. Cette aire, qui regroupe 115 communes, est catégorisée dans les aires de 200 000 à moins de 700 000 habitants,.

### Occupation des sols
L'occupation des sols de la commune, telle qu'elle ressort de la base de données européenne d’occupation biophysique des sols Corine Land Cover (CLC), est marquée par l'importance des territoires agricoles (86,6 % en 2018), en diminution par rapport à 1990 (87,9 %). La répartition détaillée en 2018 est la suivante : 
prairies (46,2 %), zones agricoles hétérogènes (23,8 %), terres arables (16,5 %), forêts (12,1 %), zones urbanisées (1,3 %).
L'IGN met par ailleurs à disposition un outil en ligne permettant de comparer l’évolution dans le temps de l’occupation des sols de la commune (ou de territoires à des échelles différentes). Plusieurs époques sont accessibles sous forme de cartes ou photos aériennes : la carte de Cassini (XVIIIe siècle), la carte d'état-major (1820-1866) et la période actuelle (1950 à aujourd'hui).

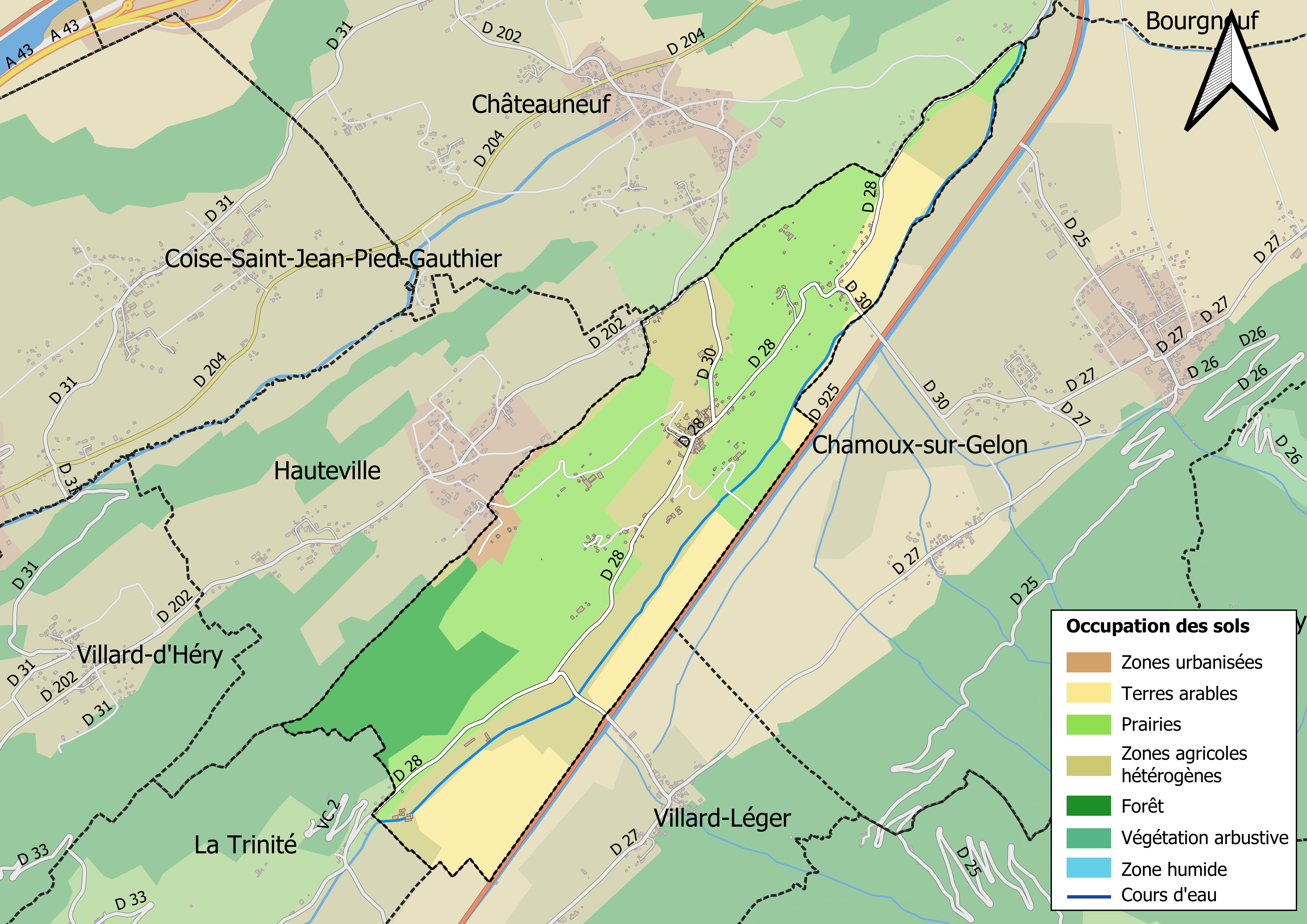
Carte des infrastructures et de l'occupation des sols en 2018 (CLC) de la commune.
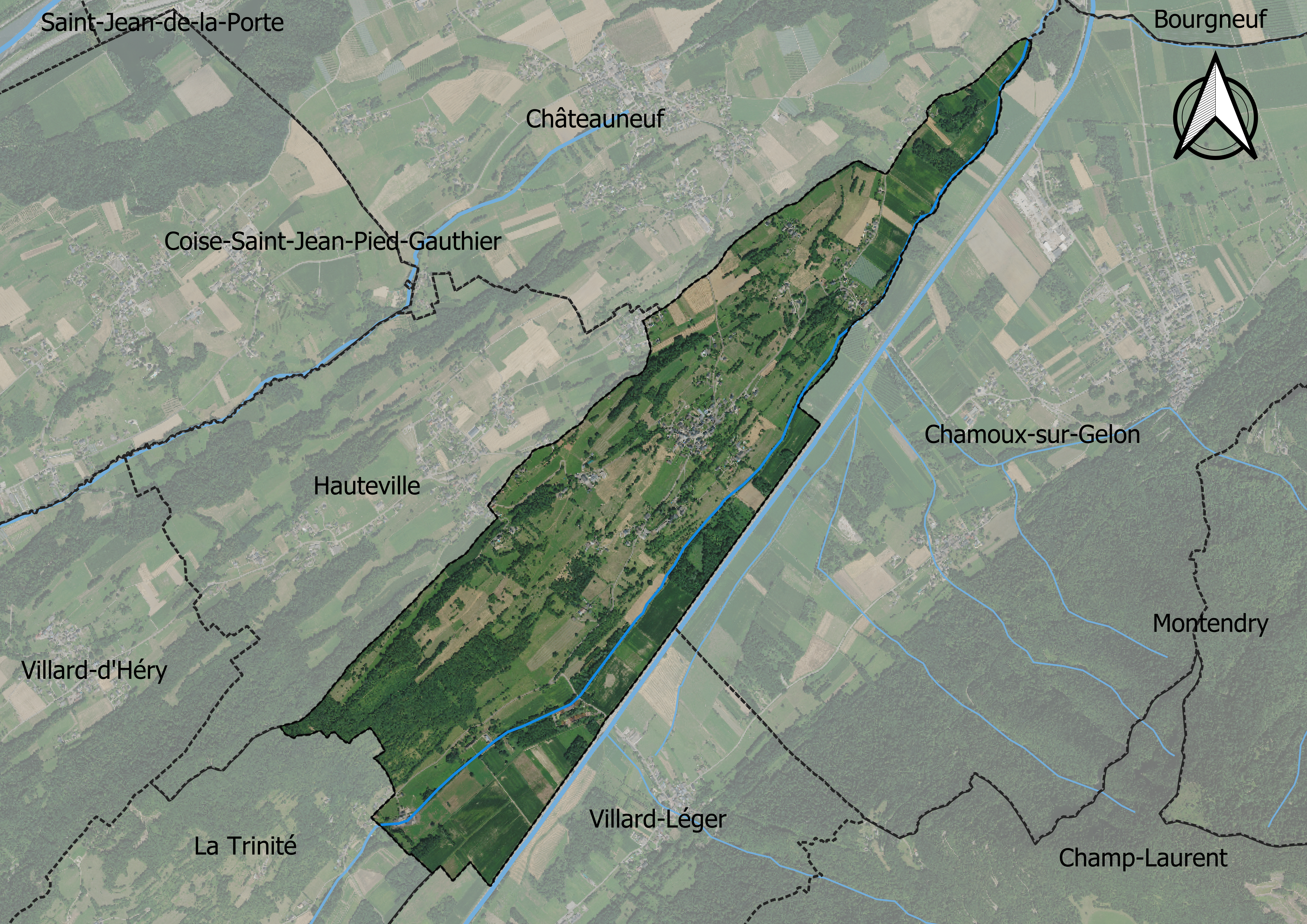
Carte orthophotogrammétrique de la commune.

## Toponymie
Le toponyme Betton-Bettonet est composée de l'association du nom de deux anciennes paroisses de Betton et de Bettonnet. Betton est mentionné très tôt notamment avec la création d'une abbaye cistercienne de femmes, implantée dès le début du XIIe siècle, sous la tutelle de l'abbaye de Tamié. Mais une Ecclesia de Bitumine est déjà mentionnée en 1103, dans le cartulaire de Maurienne, puis à nouveau mentionnée sous la forme Ecclesia del Beton (1264), d'après Samuel Guichenon qui évoque également le couvent Abbatia Betonis (en 1294), ou encore sous Bitumine (1266), Bituminis (1269),,. On trouve ensuite les mentions Bethone (1346), Bytuminis (1434) ainsi que Bethon et Beton au cours du XVIIIe siècle,,.
La paroisse de Bettonet ou Bettonnet est mentionnée dès la fin du XIIIe siècle (Bethonetum ou Betonetum, 1295),,. On le trouve ensuite mentionné sous les formes Bitunetum ou Bituneto (1312), Butoneto (1444) ou encore Molarum de bectoneto (1468),,. Enfin, au XVIIIe siècle, les formes Bethonet ou Bettonnet.
À partir du XVIIIe siècle, les formes composées apparaissent avec Bethon-Bethonet ou Beton-Betonet et Bettonnet et Betton (1724). L'entrée de la notice de l'ouvrage Histoire des communes savoyardes (1983) est Betton-Bettonnet.
Les noms des deux paroisses possèdent très probablement une même origine, selon le chanoine savoyard Adolphe Gros. Betton serait une variante du nom Betto ou Berto,,,. Betonnet serait un dérivé, désignant le « petit Betton ».
Adolphe Gros, écrit dans son Dictionnaire étymologique des noms de lieu de la Savoie, le toponyme de Betton pourrait dériver d'un nom propre d'origine germanique (burgonde) Betto ou Berto, variante du patronyme, Berto-onis, Berton. Adolphe Gros ou les auteurs de l’Histoire des communes savoyardes (1983) donnent également pour origine « dBITUMEN, qui signifie terrain noir et boueux »,. Toutefois, aucune trace de bitume dans les environs,. Même si le site se trouve en bordure des marais de la plaine du Gelon, on y trouve nulle trace de bitume.
En patois savoyard, qui fait partie des langues francoprovençales, le nom de la commune s'écrit Le Betne, selon la graphie de Conflans.

## Histoire
Durant la période féodale, la maison-forte du Bettonnet et le village attenant font partie de la seigneurie de Chamoux, elle même rattachée à celle de La Rochette (Savoie).
Puis jusqu'en 1792, Bettonnet relève de l'Intendance de Savoie Propre et du Parlement de Chambéry, également de Chambéry pour la justice, et fait partie du mandement de Chamoux-sur-Gelon, du diocèse de Maurienne et de l'archiprêtré de Châteauneuf (Savoie).
De 1793 à 1801, commune du département du Mont-Blanc, Bettonnet relève du district de Chambéry et du canton de Chamoux, puis de celui de La Rochette, pour revenir à la situation d'avant 1792, à la chute de Napoléon Ier, avec son retour à l'état Sarde (États de Savoie), de 1815 à 1860

## Politique et administration

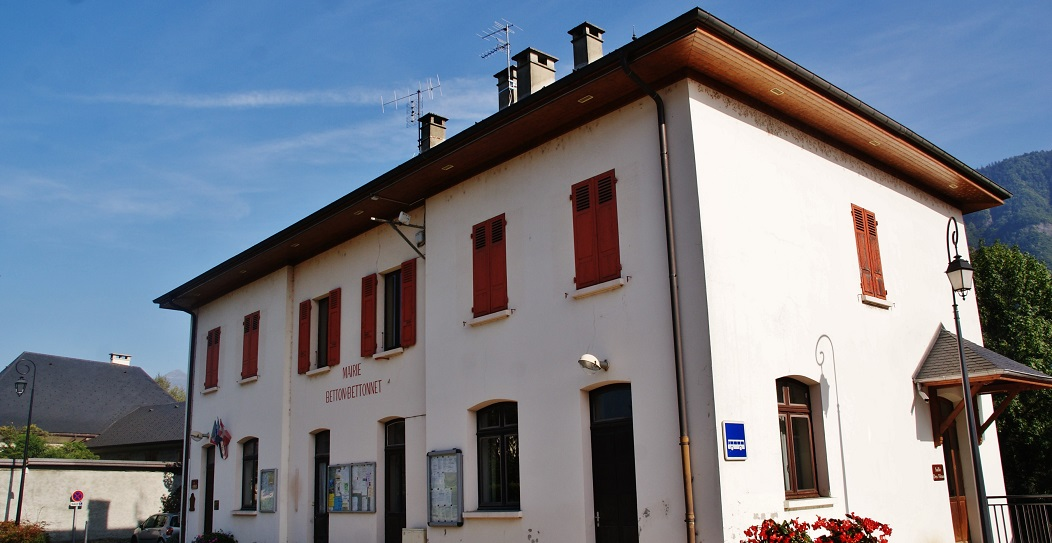
Mairie de Betton-Bettonet.

La commune est membre de la Communauté de communes Cœur de Savoie. Elle appartient au Territoire du Cœur de Savoie, qui regroupe une quarantaine de communes de la Combe de Savoie et du Val Gelon.
| Période                                  | Période                  | Identité          | Étiquette | Qualité |
| ---------------------------------------- | ------------------------ | ----------------- | --------- | ------- |
| Les données manquantes sont à compléter. |                          |                   |           |         |
| mars 2001                                | mars 2008                | Jean-Luc Berthier |           |         |
| mars 2008                                | mars 2014                | Philippe Séauve   | SE        |         |
| mars 2014                                | En cours (au avril 2014) | Jérôme Berthier   | SE        | Ouvrier |

## Démographie
Les habitants sont appelés les Bettonnards.
L'évolution du nombre d'habitants est connue à travers les recensements de la population effectués dans la commune depuis 1793. Pour les communes de moins de 10 000 habitants, une enquête de recensement portant sur toute la population est réalisée tous les cinq ans, les populations de référence des années intermédiaires étant quant à elles estimées par interpolation ou extrapolation. Pour la commune, le premier recensement exhaustif entrant dans le cadre du nouveau dispositif a été réalisé en 2008.

En 2022, la commune comptait 304 habitants, en évolution de −3,49 % par rapport à 2016 (Savoie : +3,63 %, France hors Mayotte : +2,11 %).
| 1793 | 1800 | 1806 | 1822 | 1838 | 1848 | 1858 | 1861 | 1866 |
| ---- | ---- | ---- | ---- | ---- | ---- | ---- | ---- | ---- |
| 316  | 303  | 372  | 397  | 408  | 563  | 636  | 436  | 410  |

| 1872 | 1876 | 1881 | 1886 | 1891 | 1896 | 1901 | 1906 | 1911 |
| ---- | ---- | ---- | ---- | ---- | ---- | ---- | ---- | ---- |
| 496  | 398  | 409  | 342  | 374  | 360  | 337  | 295  | 278  |

| 1921 | 1926 | 1931 | 1936 | 1946 | 1954 | 1962 | 1968 | 1975 |
| ---- | ---- | ---- | ---- | ---- | ---- | ---- | ---- | ---- |
| 250  | 234  | 205  | 214  | 223  | 200  | 182  | 167  | 129  |

| 1982 | 1990 | 1999 | 2006 | 2008 | 2013 | 2018 | 2022 | - |
| ---- | ---- | ---- | ---- | ---- | ---- | ---- | ---- | - |
| 124  | 157  | 203  | 261  | 278  | 310  | 311  | 304  | - |

## Économie
La commune reste ancrée dans ses traditions agricoles, surtout portées sur l'élevage bovin et la culture de céréales.
Le village garde un caractère rustique, notamment lié à une architecture rural, typique de villages agricoles ; structuré autour de la mairie et d'un four à pain.

## Culture locale et patrimoine

### Lieux et monuments
- L'abbaye du Betton
- Le château du Bettonet

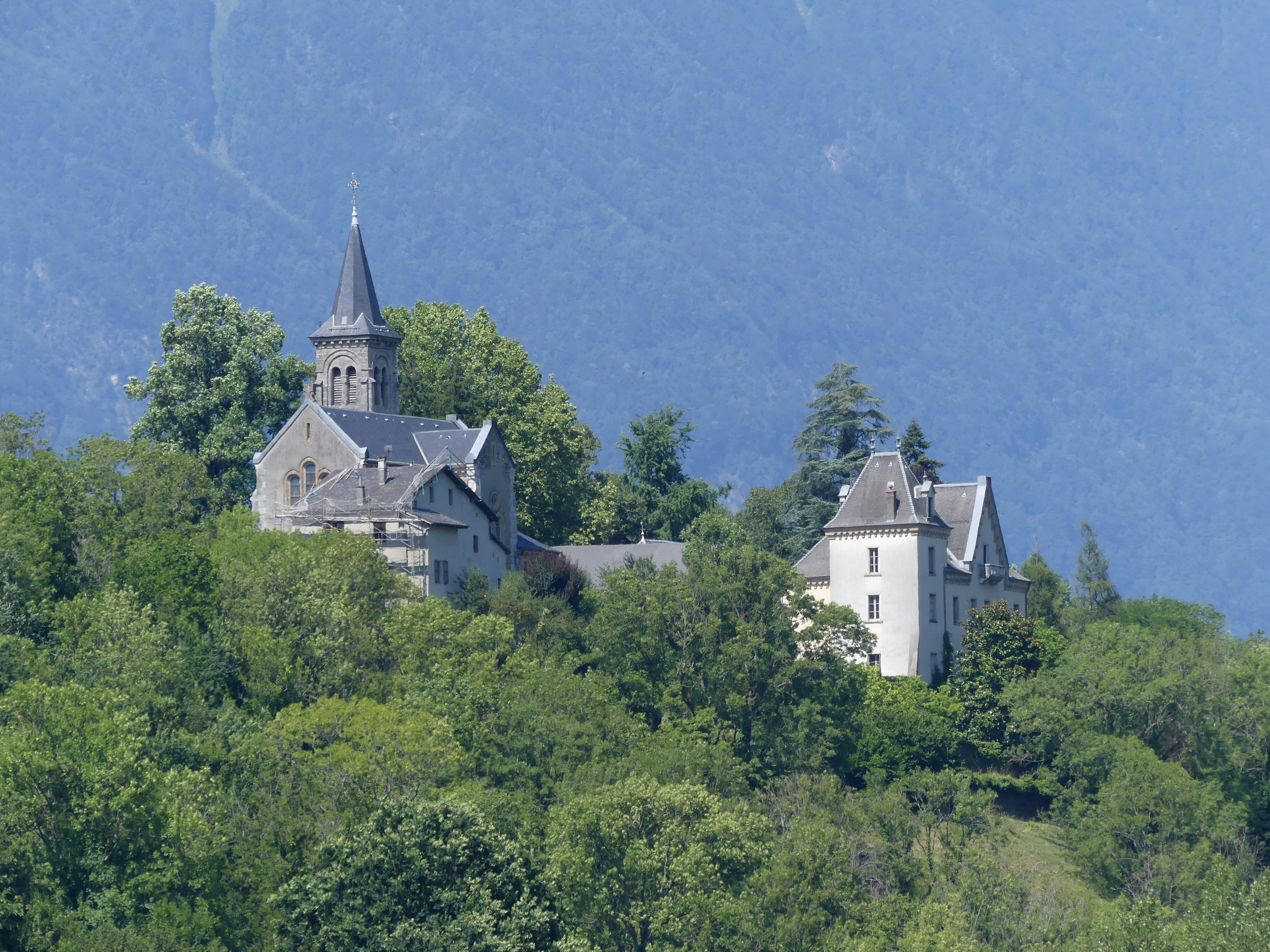
Église Saint-Clair et château du Bettonet.

Ancienne maison forte du XVIIe siècle, reconstruite au XVIIIe siècle et faisant partie de la seigneurie de Chamoux, le chateau est depuis propriété privée. Il est d'abord désigné sous le vocable de Saint-Clair, et possédait dans ses jardins un grand édifice religieux.
Tenue jusqu'au début du XVIIIe siècle par les de Jordane, inféodés aux seigneurs de La Rochette, la maison forte originelle a été détruite par un incendie en 1677. Son aspect actuel date du XVIIe siècle, lorsque Pierre de Mellarède, ministre de Victor-Amédée II, premier roi de Piémont-Sardaigne, qui l'achète en 1715, le fait reconstruire et aménage les jardins, qui seront classés en 1996 aux Monuments historiques.
On trouve trace dès 1323 de l'appartenance du fief à Jean de Bettonnet, qui sera vendu en 1427 à Jean de Seyssel sous l'autorité de Amédée VIII de Savoie. Les de Seyssel resteront maitre de la seigneurie pour deux siècles, avant que Louise de Seyssel ne nomme Thomas de Savoie Carignan comme héritier.
Des, de Jordane, châtelains des La Rochette, au début du XVIIIe siècle, jusqu'aux propriétaires actuels, de nombreuses familles s'y sont succedé, par heritages, achats, transmissions. Citons les Chapel de Montfort, dont le premier Philibert, Intendant et directeur général du prince Emmanuel-Philibert de Savoie (1528-1580), se garantit le monopole de l'exploitation des mines et introduit à Chambéry l'industrie de la soie, lui résidant au château de Chamoux-sur-Gelon.
Suivent les Mellarède, Pierre déjà cité et son fils Philibert-Amedée, dit "l'abbé Méllarède", érudit qui mourra au château du Bettonnet en 1780 après avoir légué à la ville de Chambery les 5 000 ouvrages de sa bibliothèque qui constitueront le fond de la bibliothèque municipale. Pierre de Mellarede achète en 1715 les paroisses de Chamoux, Montgilbert, Montendry et celles du Bettonnet, et revend moins de deux semaines plus tard les trois premières, ne gardant que « la Seigneurie et juridiction de la paroisse du Bettonnet ».
Une fille de Pierre de Mellarède hérite du château mais le cede à son troisième mari par le biais duquel on arrive aux propriétaires du XIXe siècle, les de Sallmard, et c'est leur fille Marie-Anne Pallavicini qui vend château et domaine au vicomte Benoît de Boigne, arrière petit fils du général Benoît de Boigne, en 1881. Ce dernier le vend à son tour à la famille de Saint-Albin en 1902.
- L'église actuelle, située à côté du Château du Bettonet est un édifice érigé au XIXe siècle, entre le 30 septembre 1891 et décembre 1892, du style néo roman[29],[30].

On trouve des traces de son existence à partir de 1275, mais la première Visite pastorale attestée date quant à elle de 1444. Elle subit des modifications au fur et à mesure que s'y succèdent les propriétaires du château auquel elle est accolée, c'est en 1717 qu'elle est remise à neuf.
Il ne reste aucune trace de l'église primitive mais grâce aux écrits de François Buttin, curé de Bettonet de 1874 à 1907, écrits conservés aux archives communales, on sait qu'elle était accolée aux murs du château, « très exigue », entourée du cimetière. Le 15 février 1415, le noble François Jordane y avait fondé une chapelle dédiée à Ste Catherine d'Alexandrie. Agrandie en 1846, elle menaçait ruine à cause de l'instabilité de ses fondations après le déplacement du cimetière. C'est ce qui motiva le choix de l'emplacement de l'église actuelle.

### Personnalités liées à la commune
- Pierre Meillarède, originaire de Montmélian, ancien avocat à Chambéry et intendant à Nice, acquiert des Chapel de Rochefort la seigneurie de Bettonnet (en 1715), érigée en comté (en 1717)[31] ;
- Le général-comte Benoît de Boigne, bienfaiteur de l'asile du Betton ;
- Mgr Michel Rosset (1830-1902), natif, évêque de Maurienne ;
- Jean Moulin

C'est dans cette commune qu'il se maria le 27 septembre 1926 avec Marguerite Cerruti alors qu'il était sous-préfet d'Albertville,.
Le choix du lieu de mariage est justifié par la possession d'une maison de campagne de la mère de Marguerite Cerruti à Betton-Bettonet, comme l'explique Jean Moulin dans une lettre à ses parents : 

« C’est à une trentaine de kilomètres de Chambéry et à mi-chemin d’Albertville. Ce serait donc très commode. Cela éviterait ainsi un déplacement et un séjour à Paris très coûteux et pénible en plein mois d’août. Le Bettonnet est d’ailleurs très gentil et dans un cadre de montagnes très beau. Ce serait beaucoup mieux. »

Une plaque commémorative apposée au mur de la mairie a été inaugurée le 13 décembre 2014.